# 朝邑県
朝邑県（ちょうゆう-けん）は、中国にかつて設置された県。現在の陝西省渭南市大茘県朝邑鎮に相当する。
487年（太和11年）、北魏により設置された南五泉県を前身とする。南五泉県は華州澄城郡に属した。554年（廃帝3年）、西魏により華州は同州と改称された。南五泉県は朝邑県と改称され、同州武郷郡に転属した。607年（大業3年）、隋により同州が馮翊郡と改称されると、朝邑県はそのまま馮翊郡に属した。618年（武徳元年）、唐により馮翊郡が同州と改められると、朝邑県はそのまま同州に属した。620年（武徳3年）に河浜県は分割設置されたが、627年（貞観元年）に河浜県は廃止された。760年（乾元3年）、蒲州が河中府と改められると、朝邑県は河中府に転属し、河西県と改称された。768年（大暦3年）、河西県は朝邑県の称にもどされ、同州の属県にもどされた。五代・北宋・金・元・明にわたって、朝邑県は同州に属した。清のとき、朝邑県は同州府に属した。
1949年以後は朝邑県は渭南専区に属した。1956年、陝西省の管轄県となった。1958年に朝邑県は廃止され、大茘県に統合された。